# Famiglia monastica di Betlemme, dell'Assunzione della Vergine Maria e di San Bruno

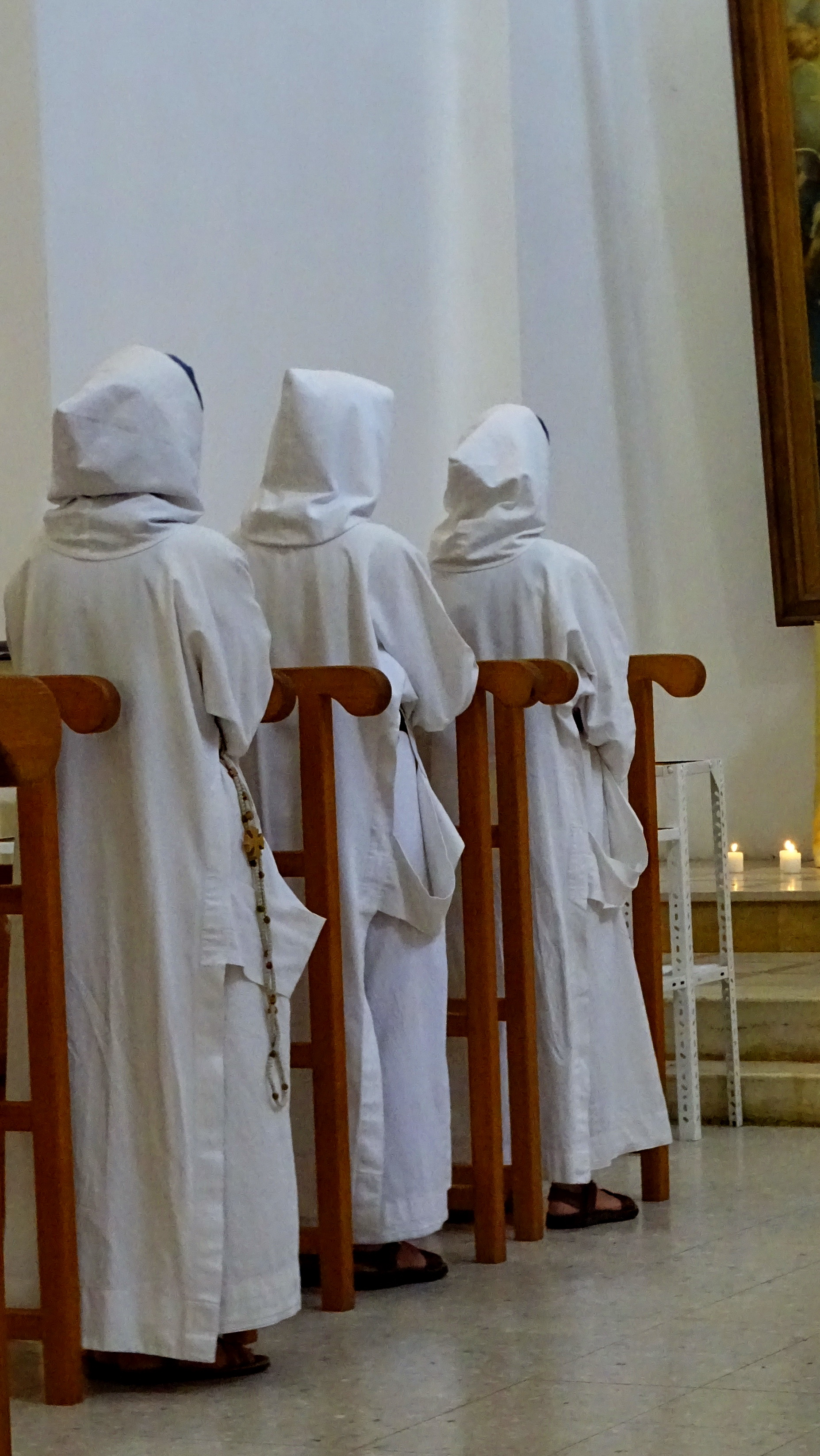
L'abito dei monaci e delle monache di Betlemme è ispirato a quello dei monaci certosini.

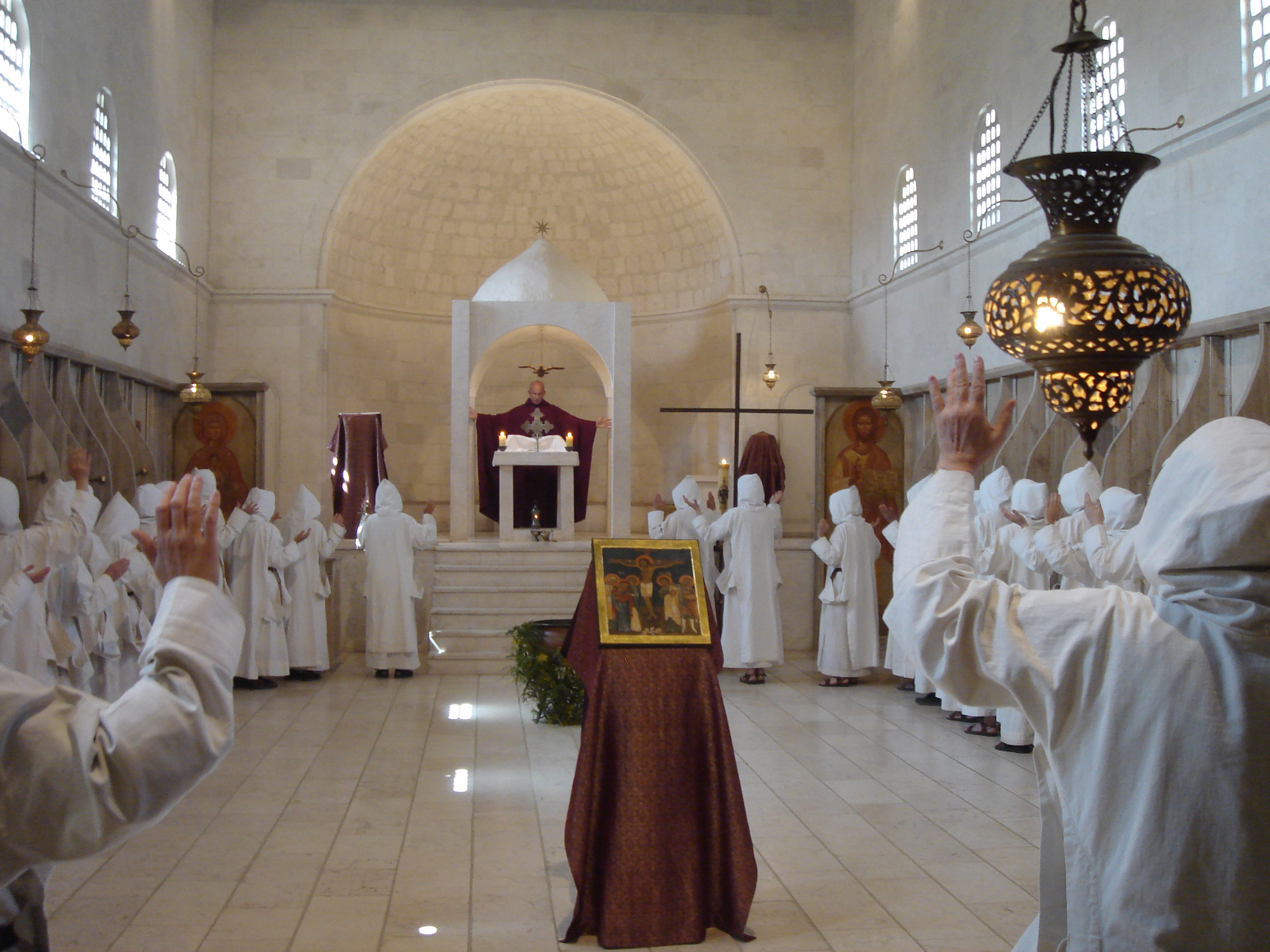
La Santa Messa in una cappella della Famiglia monastica di Betlemme.

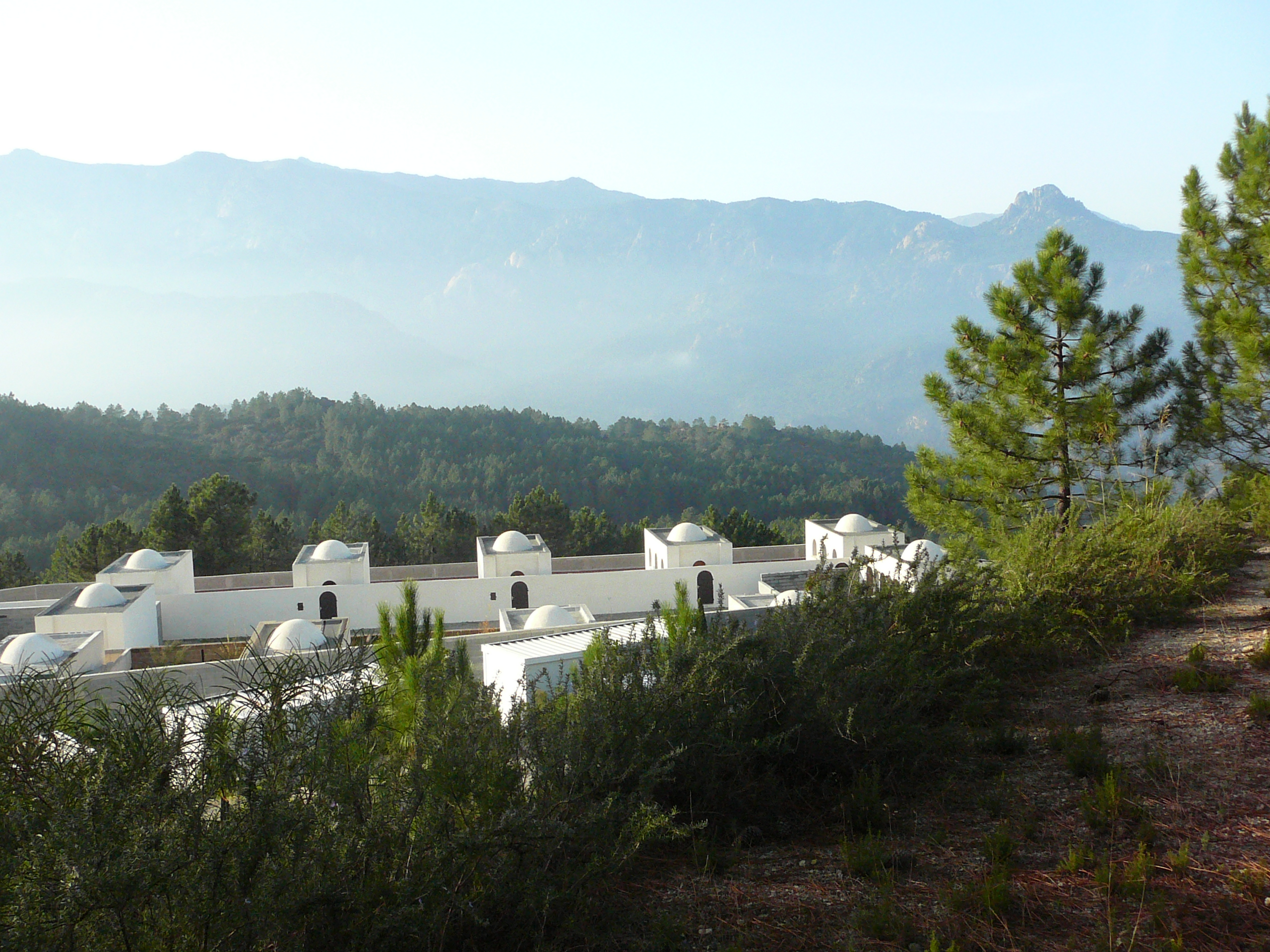
L'architettura moderna e semplice è una caratteristica dei monasteri della Famiglia monastica di Betlemme.

La Famiglia monastica di Betlemme, dell'Assunzione della Vergine Maria e di San Bruno è un istituto di vita consacrata di diritto pontificio ed è attualmente presente in Europa, America e Medio Oriente.

## Origine
La famiglia monastica di Betlemme, dell'Assunzione della Vergine e di san Bruno è nata nel 1950, a seguito della promulgazione del dogma dell'Assunzione della Vergine. Alcuni pellegrini venuti a Roma per partecipare a questa grande solennità, presieduta da papa Pio XII, hanno avuto un'intuizione comune: come la Vergine, che vive nel cuore dell'amore trinitario, così anche altre persone in tutto il mondo sono state scelte da Dio. I monaci e le monache hanno risposto, come ha fatto Maria, alla chiamata del Padre, che, da tutta l'eternità “ci ha scelti in Cristo per essere santi al Suo cospetto nella carità.” (Efesini 1,4)
Qualche tempo dopo, la prima comunità femminile è stata fondata nella diocesi di Sens in Francia. Una stalla ha ospitato la prima cappella della comunità. La stalla richiamava il pensiero alla nascita di Gesù in una stalla di Betlemme e per questo è stato dato il nome di Betlemme alla nascente comunità. Il secondo nome della Famiglia monastica, (dell'Assunzione della Vergine Maria) è collegato alle circostanze della fondazione, mentre il terzo nome, (di San Bruno), deriva della paternità spirituale di san Bruno, fondatore del monachesimo eremitico-contemplativo nella Chiesa d'Occidente.
Il ramo maschile della famiglia monastica viene fondato nel 1976.

## Regole di vita
La vita dei monaci e delle monache è la stessa. I monaci e le monache di Betlemme pregano, lavorano, studiano, mangiano e dormono nelle proprie celle.
Gli uffici liturgici sono in gran parte basati sul rito bizantino, mentre l'Eucaristia viene celebrata in rito romano. I monaci e le monache di Betlemme prestano grande cura nella loro interpretazione dei canti liturgici.
La domenica è vissuta in una dimensione più fraterna: il pranzo è consumato in comune e vi è un evangelico incontro tra i monaci.
Specifico della vita delle monache è la preghiera e l'adorazione rivolte alla Madonna e alla Santissima Trinità, nel silenzio e nella solitudine.

## Controversie
Nel 2001 la rivista La Vie ha pubblicato un'inchiesta in cui sono denunciate derive settarie nella famiglia monastica di Betlemme.
Tra il 2014 e il 2015 l'associazione Aide aux Victimes de mouvements Religieux en Europe et Familles (AVREF) ha pubblicato una lunga serie di testimonianze a carico dell'Istituto.
Anche il sito Internet L'envers du décor, specializzato nella lotta alle derive settarie in seno alla Chiesa cattolica, ha pubblicato numerosi documenti e testimonianze.
Nell'aprile 2015, alcuni membri anziani della famiglia religiosa, testimoni di numerose disfunzioni della comunità, hanno costituito un'associazione «Accueil et Soutien aux Ex Membres de la communauté de Bethléem» (ACSEMB).
Nel maggio 2015, la famiglia monastica di Betlemme, su sua richiesta, è stata oggetto di una visita canonica condotta da padre Jean Quris, ex vice segretario generale della Conferenza episcopale francese e da suor Geneviève Barrière, benedettina e badessa di Jouarre dal 2007 al 2014. La visita fa seguito alla denuncia di gravi anomalie presenti nelle comunità femminili: si tratta della centralizzazione del potere nelle mani della priora generale, della mancanza di reali elezioni a livello locale, dell'instaurazione di un pensiero unico, di pressioni sulle monache riguardo al discernimento e al sentimento di colpa, l'obbligo di rottura col mondo esterno, compreso il confessore a cui le monache verrebbe proibito di confidarsi e la proibizione ai cappellani di tenere l'omelia.

## Attualità
La famiglia monastica di Betlemme, dell'Assunzione della Vergine Maria e di San Bruno contava oltre 543 membri nel 2007: 498 monache e 45 monaci, 15 dei quali sacerdoti. Nel 2018 il numero dei meri risulta di 650 monache e 60 monaci. Sono suddivisi come segue: 
- 30 monasteri di monache in Francia, Belgio, Italia, Spagna, Austria, Israele, Stati Uniti d'America, Germania, Argentina, Canada, Lituania, Polonia, Portogallo, Cile, Cipro e Messico e a breve in Giordania.
- 3 monasteri di monaci in Francia, Italia e Israele.

## Elenco dei Monasteri

### Monaci – Monasteri maschili
- 1976  Francia – Monastère de l'Assomption Notre-Dame – Currière-en-Chartreuse, Saint-Pierre-de-Chartreuse (Diocesi di Grenoble-Vienne)
- 1989  Italia – Monastero dell'Assunta Incoronata – Monte Corona, Umbertide (Arcidiocesi di Perugia-Città della Pieve)
- 1999  Israele – Monastère Notre Dame de Maranatha – Bet Shemesh (Patriarcato di Gerusalemme dei Latini)

### Monache - Monasteri femminili
- 1967  Francia - Monastère Notre Dame de la Gloire-Dieu - Les Montvoirons, Boëge (Diocesi di Annecy)
- 1968  Francia - Monastère Notre Dame de la Présence de Dieu - Parigi XVI (Arcidiocesi di Parigi)
- 1970  Francia - Monastère Notre Dame de Bethléem - Poligny, Nemours (Diocesi di Meaux)
- 1971  Francia - Monastère Notre Dame de l'Unité - Pugny (Arcidiocesi di Chambéry)
- 1974  Francia - Monastère Notre Dame du Buisson Ardent - Currier-en-Chartreuse, Saint-Laurent-du-Pont (Diocesi di Grenoble-Vienne)
- 1977  Francia - Monastère Notre Dame de Pitié - Mougères, Caux (Arcidiocesi di Montpellier)
- 1978  Francia - Monastère Notre Dame du Torrent de Vie - Le Thoronet (Diocesi di Fréjus-Tolone)
- 1981  Italia - Monastero di Betlemme e dell'Assunzione della Beata Vergine Maria  - Camporeggiano, Mocaiana, Gubbio (Diocesi di Gubbio)
- 1982  Francia - Monastère Notre Dame d'Adoration - Le Val Saint Benoît, Épinac (Diocesi di Autun)
- 1982  Francia - Monastère Notre Dame de Clémence - La Verne, Collobrières (Diocesi di Fréjus-Tolone)
- 1982  Israele - Monastère Notre Dame de l'Assomption - Bet Gemal, Bet Shemesh (Patriarcato di Gerusalemme dei Latini)
- 1985  Austria - Kloster Maria im Paradies - Kinderalm, Distretto di Sankt Johann im Pongau (Arcidiocesi di Salisburgo)
- 1985  Spagna - Monasterio Santa Maria Reina - Sigena (Diocesi di Barbastro-Monzón)
- 1987  Stati Uniti - Monastery of Bethleem - Our Lady of Lourdes - Camp Road, Livingston Manor, Contea di Sullivan (New York) (Arcidiocesi di New York)
- 1988  Francia - Monastère de l'Assunta Gloriosa - Sari (Diocesi di Ajaccio)
- 1991  Francia - Monastère Notre Dame du Saint Désert en Chartreuse - Saint-Laurent-du-Pont (Diocesi di Grenoble-Vienne)
- 1991  Germania - Kloster Marienheide -  Wollstein, comune Waldkappel (Diocesi di Fulda)
- 1992  Argentina - Monasterio Santa Maria en la Santisima Trinidad - Merlo, Provincia di San Luis (Diocesi di San Luis)
- 1993  Canada - Monastère Sainte Marie Reine des coeurs - Chertsey (Québec), Matawinie (Diocesi di Joliette)
- 1994  Lituania - Monastère de Notre Dame de l'Aurore - Paparčiai, Comune distrettuale di Kaišiadorys (Diocesi di Kaišiadorys)
- 1998  Polonia - Monaster Najświętszej Dziewicy na Pustyni - Szemud, Distretto di Wejherowo (Arcidiocesi di Danzica)
- 1998  Francia - Monastère du Désert de l'Immaculée - Saint-Pé-de-Bigorre (Diocesi di Tarbes e Lourdes)
- 1999  Belgio - Monastère Notre Dame du Fiat - Zutendaal (Diocesi di Hasselt)
- 1999  Cile - Monasterio Santa Maria del Paraiso - Casilla, Casablanca (Diocesi di Valparaíso)
- 2002  Spagna - Monastero della Cartuja de Santa María de la Defensión - Jerez de la Frontera (Diocesi di Cadice e Ceuta)
- 2004  Cipro - Monastery of Bethlehem, of the Assumption of the Virgin, and of Saint Bruno - Pafo (Patriarcato di Gerusalemme dei Latini)
- 2006  Israele - Monastère de Lavra Netofa - Lavra Netofa, Deir Hanna, Distretto Settentrionale (Israele) (Patriarcato di Gerusalemme dei Latini)
- 2009  Israele - Sanctuaire Notre-Dame de Palestine - Bet Shemesh (Patriarcato di Gerusalemme dei Latini)
- 2011  Messico - Monasterio de las Monjas de Belén - Los Hornos, Valle de Vázquez, Tlaquiltenango, Morelos (Diocesi di Cuernavaca)
- 2013  Portogallo - Mosteiro de Nossa Senhora do Rosário - Couço, Coruche (Arcidiocesi di Évora)